# SF Home Entertainment
SF intrattenimento dei consumatori (SF Consumer Entertainment) è una divisione del gruppo Bonnier, che è stata creata nel 2011. Oggi è il più grande operatore nel cinema e home entertainment, e si compone di sei diverse aziende suddivise in SF Cinema nordico e di SF Home Entertainment.
In SF sono incluse le seguenti aziende cinematografiche dei paesi nordici:
- SF Cinema - cinema in Svezia
- SF Media - vendita di spazi pubblicitari in tutte le catene cinematografiche in Svezia
- SF Kino - cinema in Norvegia

In SF Home include società nordiche:
- SF Anytime - servizi di video on demand nella regione nordica
- Amazon - vendita di giochi e film on-line in Svezia e Finlandia
- Homeenter - vendita di musica e film nei paesi nordici